# Door to Door
Door to Door — спільна збірка пісень американських блюзових музикантів Альберта Кінга і Отіса Раша, що вийшла в 1969 році на лейблі Chess. Вийшла у серії «Chess Vintage Series».

## Опис
Хоча Альберт Кінг зображений на обкладинці альбому і має левову частку пісень на цій збірці, шість з чотирнадцяти композицій були записані Отісом Рашом під час його недовготривалої співпраці на лейблі Chess. Хронологічно ці записи були зроблені після того, як він залишив Cobra. Деякі з цих записів («All Your Love», «I'm Satisfied [Keep on Loving Me Baby]») були насправді рімейками тих, які лейбл Cobra випустив раніше на синглах. Серед пісень виділяється «So Many Roads» Раша (яке містить одне з найкращих соул-блюзових гітарних соло).
У 1959 році Chess викупили Parrot Records, разом з правами на пісні Кінга «Bad Luck», «Merry Way» і «Wild Woman». Також збірка містить 8 невиданих раніше пісень Кінга і Раша, зокрема «Howlin' For My Darling», «Won't Be Hangin' Around»,  «All Your Love» і «So Close» (обидві скасовані Chess до випуску).
Альбом вийшов на леблі Chess у серії «Chess Vintage Series» у 1969 році, укладачем якої став Т. Т. Свон.

## Список композицій
1. Альберт Кінг: «Searchin' For a Woman» (Альберт Кінг) — 3:00
2. Альберт Кінг: «Bad Luck Blues» (Альберт Кінг) — 3:01
3. Отіс Раш: «So Close» (Отіс Раш) — 2:46
4. Альберт Кінг: «Howlin' For My Darling» (Честер Бернетт, Віллі Діксон) — 3:03
5. Отіс Раш: «I Can't Stop» (Віллі Діксон) — 2:13
6. Альберт Кінг: «Won't Be Hangin' Around» (Альберт Кінг) — 2:54
7. Отіс Раш: «I'm Satisfied» (Отіс Раш) — 2:20
8. Отіс Раш: «All Your Love» (Отіс Раш) — 2:54
9. Отіс Раш: «You Know My Love» (Віллі Діксон) — 2:40
10. Альберт Кінг: «Merry Way» (Альберт Кінг) — 2:52
11. Альберт Кінг: «Wild Woman» (Альберт Кінг) — 2:38
12. Альберт Кінг: «Murder» (Альберт Кінг) — 2:55
13. Отіс Раш: «So Many Roads» (Маршалл Пол) — 3:10
14. Альберт Кінг: «California Blues» (Альберт Кінг) — 2:47

## Учасники запису
- Альберт Кінг — вокал, гітара
- Отіс Раш — вокал, гітара

Технічний персонал
- Т. Т. Свон — редактор, укладач, продюсер
- Маршалл Чесс, Філ Чесс — продюсери оригінальних записів
- Малькольм Чізгольм — інженер
- Джеймс Пауелл — фотографія обкладинки
- Рей Флерлейдж — фотографія звороту